# Gordon Stout
Gordon Stout (Wichita, 5 ottobre 1952) è un percussionista, compositore e docente statunitense, specializzato nella marimba..
Ha studiato composizione con Joseph Schwantner, Samuel Adler e Warren Benson e percussioni con James Salmon e John Beck. Molte delle sue composizioni per marimba (ad esempio, Two Mexican Dances for Marimba) sono diventate un repertorio classico per i suonatori di marimba in tutto il mondo.
Come suonatore di marimba, ha eseguito spettacoli da solista in tutti gli Stati Uniti e in Canada, oltre che in Europa, Giappone, Taiwan e Messico. Nell'estate del 1998 è stato interprete di marimba nel World Marimba Festival di Osaka, in Giappone.
Stout è professore di percussioni alla School of Music dell'Ithaca College di Ithaca, New York.